# Vegvísir

O vegvísir de acordo com o manuscrito Huld

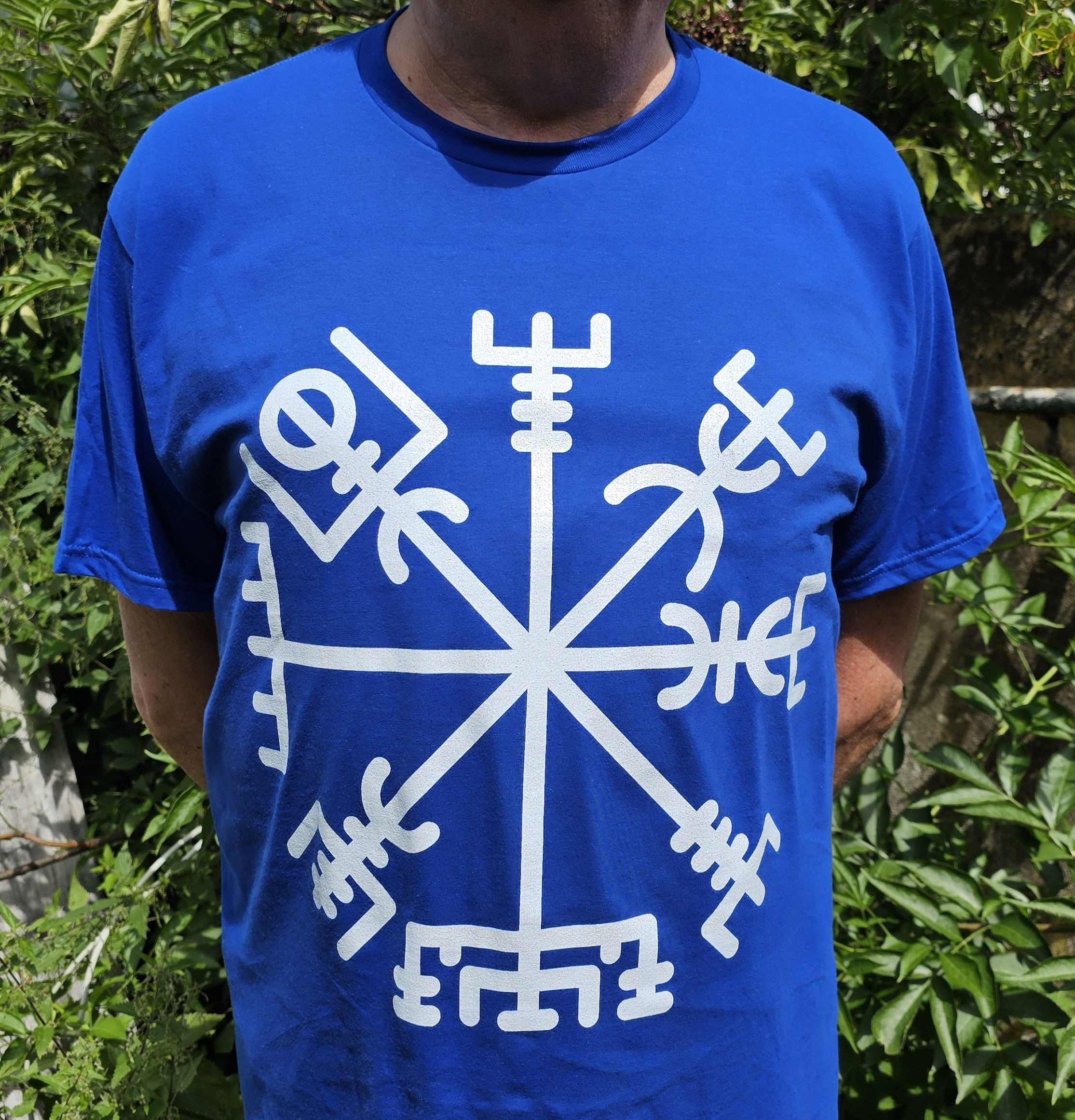
Vegvísir

Um vegvísir (islandês para 'poste de sinal, localizador de caminho') é um stave mágico islandês intencionado para ajudar o portador a encontrar seu caminho através do mau tempo. O símbolo é atestado no Manuscrito Huld, coletado na Islândia por Geir Vigfusson em 1880, e não possui nenhum atestado anterior.
Uma folha do manuscrito fornece uma imagem do vegvísir, dá seu nome e, em prosa, declara que "se esse sinal for carregado, nunca se perderá o caminho nas tempestades ou no mau tempo, mesmo quando o caminho não for conhecido".
O vegvísir é mencionado em duas fontes, o Manuscrito Huld compilado por Geir Vigfusson em Akureyri em 1860 e o Galdrabók, um grimório mágico.
O vegvísir é muitas vezes confundido em ser um símbolo Viking. Não há, entretanto, alguma evidência disso, e o Manuscrito Huld, onde é mencionado, foi coletado oito séculos após o fim da Era Viking.

## Etimologia
Vegvísir é derivado de duas palavras islandesas, vegur e vísir. Vegur significa 'via, estrada, caminho', e vísir significa 'caminho, guia'.
Vegur é derivado do nórdico antigo vegr, protogermânico *wegaz, ou o protoindo-europeu *weǵʰ-. Vísir é derivado do nórdico antigo vísa significando 'mostrar, apontar, indicar', ou o protogermânico wīsōną ou wisaz, significando 'visitar'.
Vegur ('caminho') + vísir ('indicador') deriva seu significado da mesma palavra como em inglês, wise. Ele aponta para alguém o caminho certo.